# Estelle Alphand
Estelle Alphand (* 23. April 1995 in Briançon) ist eine französisch-schwedische Skirennläuferin. Sie ist auf die Disziplinen Riesenslalom und Slalom spezialisiert. Die Tochter des früheren Skirennläufers und Rallyefahrers Luc Alphand geht seit 2017 für Schweden an den Start.

## Karriere
Alphand, deren Mutter aus Schweden stammt, nahm ab November 2010 im Alter von 15 Jahren an FIS-Rennen teil. Bereits im Januar 2011 gelang ihr der erste Sieg auf dieser Stufe, in einer Super-Kombination in Tignes. Einen Monat später folgte die erste Teilnahme an Juniorenweltmeisterschaften. Im Februar 2011 kam sie erstmals im Europacup zum Einsatz und klassierte sich sogleich in den Punkterängen. Ihre Premierensaison schloss sie mit dem französischen Slalom-Juniorenmeistertitel ab. Bei der ersten Austragung der Olympischen Jugendwinterspiele im Februar 2012 in Innsbruck gewann Alphand drei Medaillen: Gold im Super-G sowie Silber im Riesenslalom und in der Super-Kombination.
In den zwei folgenden Wintern konnte Alphand allmählich im Europacup Fuß fassen. Sie erreichte im Dezember 2012 in der Super-Kombination von Kvitfjell die erste Podestplatzierung. Den ersten Einsatz im Weltcup hatte sie am 9. März 2013 in Riesenslalom von Ofterschwang, wo sie im 1. Durchgang ausschied. Ihr bestes Ergebnis bei Juniorenweltmeisterschaften erzielte sie 2015 in Lillehammer als Vierte der Abfahrt. Die ersten Weltcuppunkte gewann Alphand am 27. November 2015 mit Platz 21 im Riesenslalom von Aspen.
Nachdem sich Alphand in der Saison 2016/17 nur einmal in den Punkterängen klassieren konnte, fiel sie aus dem französischen Kader. Um ihrer Sportkarriere neuen Schwung zu verleihen, bat sie den französischen Skiverband darum, künftig für Schweden, das Heimatland ihrer Mutter, starten zu dürfen. Nach kurzen Verhandlungen erteilte der Verband die Erlaubnis und Alphand nahm die Saison 2017/18 als Mitglied des schwedischen Skiteams in Angriff. Am 28. Dezember 2017 fuhr sie im Slalom von Lienz auf den fünften Platz und erzielte damit ihr bisher mit Abstand bestes Weltcupergebnis.
Aufgrund dieses Ergebnisses sowie einer allgemein starken Leistung wurde Alphand für die Olympischen Winterspiele in Pyeongchang nominiert. Dort erreichte sie im Riesenslalom den 16. Platz, im Slalom schied sie im zweiten Durchgang aus.
Bei den Weltmeisterschaften 2021 in Cortina d’Ampezzo gewann Alphand die Silbermedaille im Mannschaftswettbewerb.
An diesen Erfolg konnte sie im Weltcup bisher nicht anschließen. So erreichte sie seitdem als bestes Ergebnis lediglich zwei dreizehnte Plätze in der Saison 2022/23.
Bei den Weltmeisterschaften 2025 in Saalbach gewann Alphand erneut eine Medaille im Mannschaftswettbewerb.

## Privates
Ihre Brüder Nils Alphand und Sam Alphand sind ebenfalls als Skirennläufer aktiv, starten jedoch im Gegensatz zu Estelle für Frankreich.

## Erfolge

### Olympische Spiele
- Pyeongchang 2018: 16. Riesenslalom, DNF Slalom

### Weltmeisterschaften
- Cortina d’Ampezzo 2021: 2. Mannschaftswettbewerb, 24. Riesenslalom, 31. Super-G
- Méribel 2023: 16. Parallelrennen, 26. Riesenslalom
- Saalbach-Hinterglemm 2025: 3. Mannschaftswettbewerb, 20. Riesenslalom

### Weltcup
- 5 Platzierungen unter den besten zehn

### Weltcupwertungen
| Saison  | Gesamt | Gesamt | Super-G | Super-G | Riesenslalom | Riesenslalom | Slalom | Slalom | Parallel | Parallel |
| Saison  | Platz  | Punkte | Platz   | Punkte  | Platz        | Punkte       | Platz  | Punkte | Platz    | Punkte   |
| ------- | ------ | ------ | ------- | ------- | ------------ | ------------ | ------ | ------ | -------- | -------- |
| 2015/16 | 98.    | 15     | –       | –       | 41.          | 15           | –      | –      | –        | –        |
| 2016/17 | 114.   | 7      | –       | –       | 46.          | 7            | –      | –      | –        | –        |
| 2017/18 | 33.    | 251    | –       | –       | 19.          | 125          | 21.    | 126    | –        | –        |
| 2018/19 | 102.   | 20     | –       | –       | –            | –            | 45.    | 20     | –        | –        |
| 2019/20 | 58.    | 105    | –       | –       | 20.          | 64           | 43.    | 12     | 20.      | 29       |
| 2020/21 | 100.   | 16     | 47.     | 8       | 53.          | 8            | –      | –      | –        | –        |
| 2021/22 | 79.    | 54     | –       | –       | 34.          | 44           | –      | –      | 21.      | 10       |
| 2022/23 | 68.    | 71     | –       | –       | 25.          | 71           | –      | –      | –        | –        |
| 2023/24 | 83.    | 43     | –       | –       | 42.          | 16           | 44.    | 27     | –        | –        |

### Europacup
- Saison 2011/12: 8. Kombinationswertung
- Saison 2012/13: 5. Kombinationswertung
- Saison 2013/14: 9. Super-G-Wertung
- Saison 2016/17: 10. Kombinationswertung
- Saison 2019/20: 10. Kombinationswertung
- Saison 2021/22: 7. Super-G-Wertung
- 6 Podestplätze, davon 1 Sieg:

| Datum            | Ort     | Land     | Disziplin    |
| ---------------- | ------- | -------- | ------------ |
| 3. Dezember 2017 | Hafjell | Norwegen | Riesenslalom |

### Nor-Am Cup
- Saison 2021/22: 5. Riesenslalomwertung
- 2 Podestplätze, davon 1 Sieg:

| Datum             | Ort             | Land | Disziplin    |
| ----------------- | --------------- | ---- | ------------ |
| 18. November 2021 | Copper Mountain | USA  | Riesenslalom |

### Australian New Zealand Cup
- 3 Podestplätze davon 2 Siege

| Datum           | Ort          | Land       | Disziplin |
| --------------- | ------------ | ---------- | --------- |
| 23. August 2017 | Thredbo      | Australien | Slalom    |
| 30. August 2018 | Coronet Peak | Neuseeland | Slalom    |

### South American Cup
- 4 Platzierungen unter den besten 5, davon 3 Podestplätze

### Juniorenweltmeisterschaften
- Crans-Montana 2011: 10. Super-G, 14. Slalom, 27. Abfahrt
- Roccaraso 2012: 8. Super-G
- Québec 2013: 11. Abfahrt, 41. Super-G
- Jasná 2014: 7. Super-G, 10. Super-Kombination
- Lillehammer 2015: 4. Abfahrt, 15. Slalom
- Sotschi 2016: 6. Super-G, 9. Abfahrt, 11. Riesenslalom, 15. Slalom

### Olympische Jugend-Winterspiele
- Innsbruck 2012: 1. Super-G, 2. Riesenslalom, 2. Super-Kombination, 6. Slalom

### Weitere Erfolge
- 1 französischer Meistertitel (Abfahrt 2016)
- 1 Schwedischer Meistertitel (Super-G 2021)
- 1 französischer Juniorenmeistertitel (Slalom 2011)
- 7 Siege in FIS-Rennen